# یاگنگیلو (ولادیچین خان)
یاگنگیلو (به صربی: Jagnjilo) یک منطقهٔ مسکونی در صربستان است که در ولادیچین خان واقع شده‌است. یاگنگیلو ۱۰۶ نفر جمعیت دارد.